# Бранья, Родриго
Родри́го Бра́нья (исп. Rodrigo Braña; род. 7 марта 1979 года, Берасатеги, провинция Буэнос-Айрес) — аргентинский футболист, выступавший на позиции полузащитника.

## Биография
Начал профессиональную карьеру в клубе «Кильмес» в 1997 году. В эту команду он ещё дважды возвращался после перерывов в сезоне 1998/1999 и в 2001 году, когда выступал за «Мальорку B» и «Унион» из Санта-Фе соответственно.
В конце 2004 года перешёл в «Эстудиантес». Он был причастен ко всем победам клуба последних лет — к чемпионству в Аргентине в 2006 году (первому чемпионству за 23 года); первому финалу в международных соревнованиях с 1971 года, которого команда добилась в 2008 году, дойдя до финала Южноамериканского кубка (поражение по сумме двух матчей от бразильского «Интернасьонала») и, наконец, к великолепной победе в Кубке Либертадорес 2009, которая стала четвёртой в истории клуба и первой с 1970 года.
В Апертуре 2006 года лишь Мариано Павоне и Хуан Себастьян Верон провели больше матчей за клуб, чем Бранья. Сам Бранья был признан третьим игроком Примеры по версии издания «Olé».
После победы в Кубке Либертадорес 2009 Бранья получил серьёзное предложение от мексиканского «Монтеррея», однако футболист предпочёл остаться в «Эстудиантесе», поскольку получил вызов в сборную страны, а выступая в чемпионате Аргентины легче быть на виду у тренерского штаба национальной команды. Кроме того, клуб получил право представлять Южную Америку на Клубном чемпионате мира, который пройдёт в Объединённых Арабских Эмиратах.
В 2013—2016 годах выступал за «Кильмес». Вернулся в «Эстудиантес» 1 июля 2016 года.
Бранья призывался Диего Марадона в сборную Аргентины для участия в отборочных матчах чемпионата мира 2010 года. Первый подобный вызов он получил 1 сентября 2009. С 2009 по 2013 год сыграл за «альбиселесте» в девяти матчах.
22 мая 2019 года Родриго Бранья завершил карьеру футболиста.

## Титулы
- Чемпион Аргентины (1): 2006 (Апертура)
- Обладатель Кубка Либертадорес (1): 2009